# Jesse St James
Jesse St. James est un personnage de fiction de la série télévisée américaine Glee. Personnage interprété  par Jonathan Groff, doublé en français par Donald Reignoux et développé par les créateurs Ryan Murphy, Brad Falchuk et Ian Brennan. 
Il fait sa première apparition dans l'épisode 14 de la saison 1 où il chante en duo avec Rachel Berry.
Il est le leader des Vocal Adrenaline du lycée fictif Carmel à Lima, en Ohio.  

## Biographie fictive
Quand Jesse et Rachel commencent à se fréquenter, le Glee Club voit cette relation d'un mauvais œil et pousse Rachel à rompre. Pour lui prouver son amour, il se fait transférer brièvement a McKinley, rejoignant les New Directions. Une fois la vérité au sujet de Shelby révélée, il retourne à Carmel. Il met un terme à sa liaison avec Rachel en lui balançant des œufs, sur le parking de McKinley devant ses amis de Vocals Adrenalines. 
À la saison 2, dans l'épisode La reine de la promo, il revient dans le but de reconquérir Rachel et reprendre sa place chez les New Direction. Il chante alors avec elle Rolling in the deep, affirmant que son plus grand regret a été de choisir Vocal Adrenaline plutôt que l'amour. 
Il aide alors le Glee Club dans ses performances. Ses tentatives de reconquête échouent, puisque Rachel choisit Finn.
À la saison 3, il revient dans l'épisode 16 Saturday Night Glee-Ver en tant que nouveau coach de Vocal Adrenaline.
Dans le dernier épisode de la saison 6, Jesse est le mari de Rachel ainsi que son réalisateur/producteur.